# Дотсі Бош
Дотсі Бош  (англ. Dotsie Bausch, 6 березня 1973) — американська велогонщиця, олімпійська медалістка.

## Виступи на Олімпіадах
| Олімпіада   | Дисципліна                                 | Місце |
| ----------- | ------------------------------------------ | ----- |
| Лондон 2012 | Командна гонка переслідування, 3000 метрів | 2     |

## Зовнішні посилання
- Досьє на sport.references.com [Архівовано 12 березня 2017 у Wayback Machine.]

1. ↑  Olympedia — 2006.